# Aparecida de São Manuel
Aparecida de São Manuel é um distrito do município brasileiro de São Manuel, no interior do estado de São Paulo.

## História

### Origem
O surgimento do povoado que deu origem ao distrito ocorreu por volta de 1840.

### Formação administrativa
- Lei nº 43 de 02/04/1882 - Cria a freguesia de Aparecida da Água da Rosa, com a antiga Capela de Água da Rosa, no município de Botucatu[3].
- Em data ignorada é transferida a freguesia para o município de São Manuel.
- O Decreto n° 9.775 de 30/11/1938 altera a denominação para Água da Rosa[4].
- A Lei n° 5.285 de 18/02/1959 altera a denominação para Aparecida de São Manuel[5].

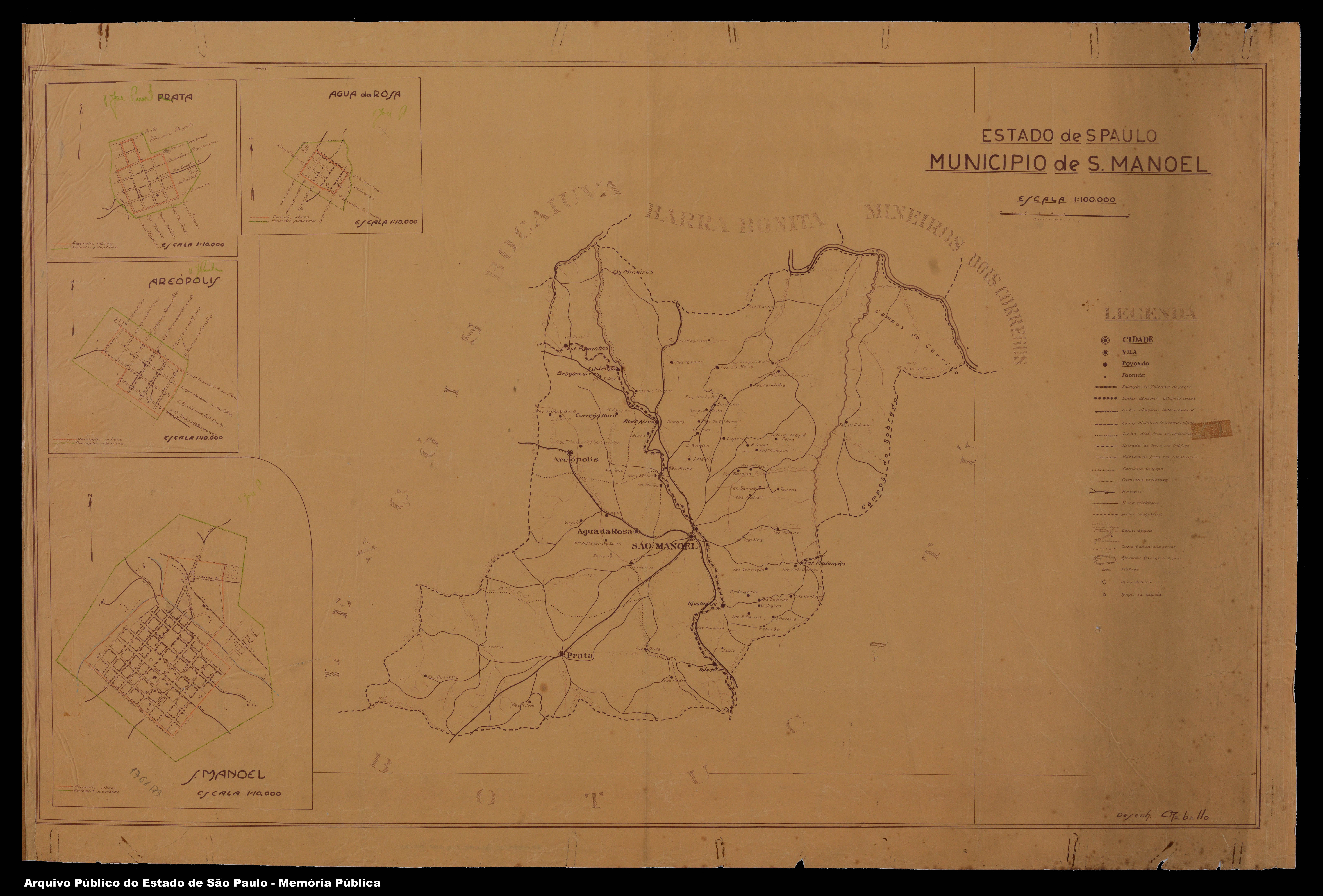
Planta da área urbana original.

## Geografia

### Demografia

#### População urbana
| Crescimento população urbana | Crescimento população urbana | Crescimento população urbana | Crescimento população urbana |
| Censo                        | Pop.                         |                              | %±                           |
| ---------------------------- | ---------------------------- | ---------------------------- | ---------------------------- |
| 1934                         | 488                          |                              |                              |
| 1940                         | 222                          |                              | −54,5%                       |
| 1950                         | 234                          |                              | 5,4%                         |
| 1960                         | 425                          |                              | 81,6%                        |
| 1970                         | 489                          |                              | 15,1%                        |
| 1980                         | 1 132                        |                              | 131,5%                       |
| 1991                         | 2 991                        |                              | 164,2%                       |
| 2000                         | 2 531                        |                              | −15,4%                       |
| 2010                         | 2 948                        |                              | 16,5%                        |
| Fonte: IBGE e Fundação SEADE |                              |                              |                              |

#### População total
Pelo Censo 2010 (IBGE) a população total do distrito era de 3 200 habitantes.

### Área territorial
A área territorial do distrito é de 106,424 km².

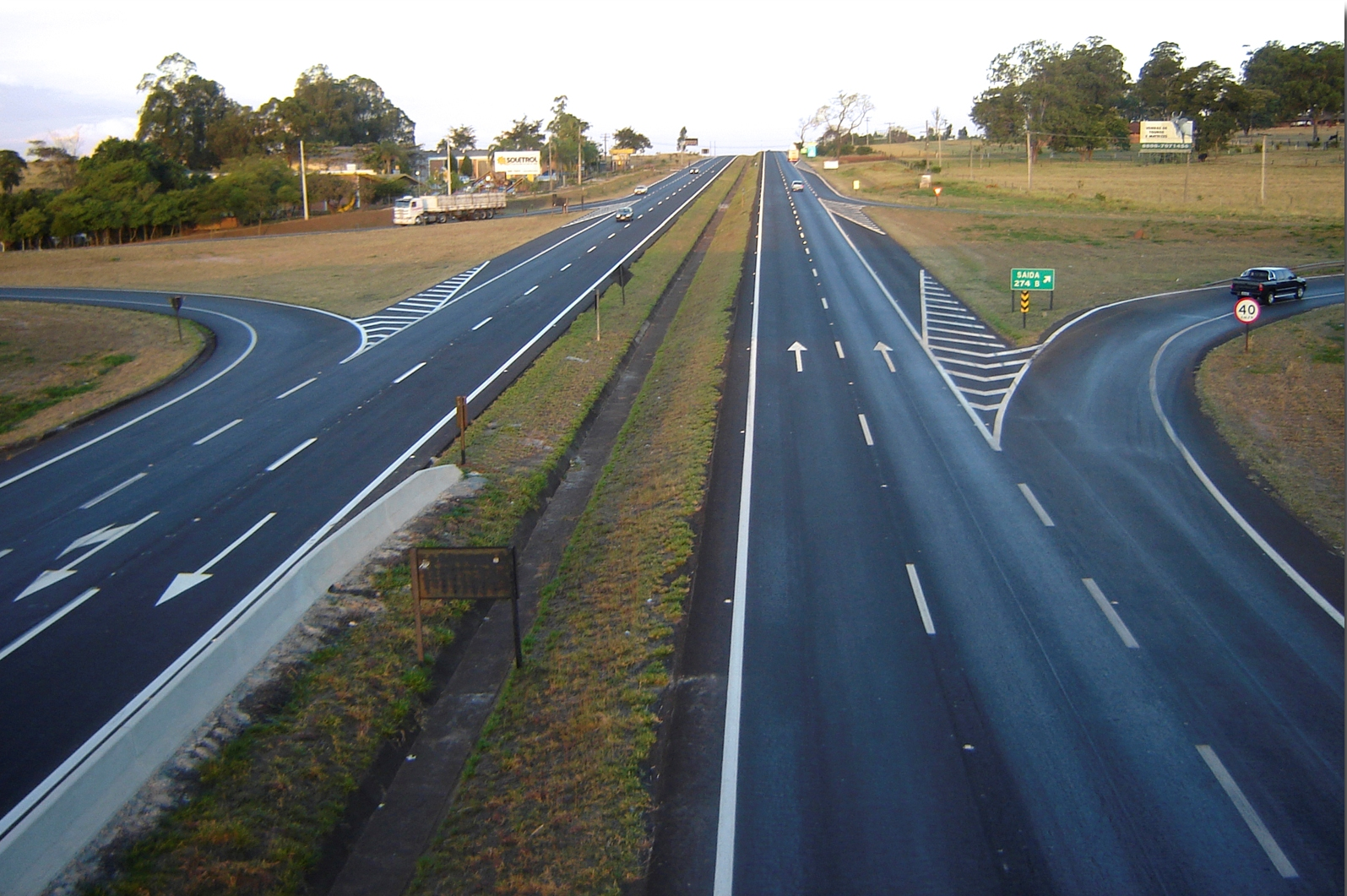
Trecho da Rodovia Marechal Rondon próximo da entrada do distrito.

### Bairros
- Aparecida de São Manuel (sede)
- Jardim Ana Vitória
- Jardim Santa Mônica
- Parque Santo Antônio
- Vila Ayres
- Distrito Industrial I de São Manuel

### Rodovias
Aparecida de São Manuel localiza-se no km 275 da Rodovia Marechal Rondon (SP-300), possuindo acesso também pela Rodovia Dep. João Lázaro de Almeida Prado (SP-255).

## Serviços públicos

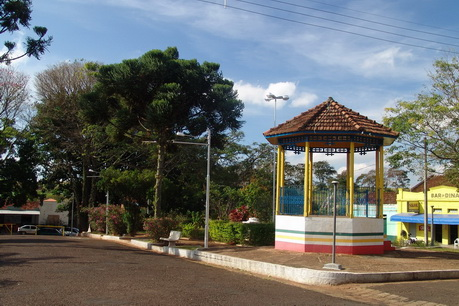
Praça central e coreto.

### Registro civil
Atualmente é feito no próprio distrito, pois o Cartório de Registro Civil das Pessoas Naturais ainda continua ativo.

### Educação
Atualmente o distrito conta com duas creches, duas escolas municipais, uma escola estadual e uma faculdade municipal (IMES - SM). 

### Saneamento
O serviço de abastecimento de água é feito pela Companhia de Saneamento Básico do Estado de São Paulo (SABESP).

### Energia
A responsável pelo abastecimento de energia elétrica é a CPFL Paulista, distribuidora do Grupo CPFL Energia.

### Telecomunicações
O distrito era atendido pela Telecomunicações de São Paulo (TELESP) através da central telefônica de São Manuel. Em 1998 esta empresa foi vendida para a Telefônica, que em 2012 adotou a marca Vivo para suas operações.

## Atividades econômicas
A geração de renda se dá pelos empregos no Distrito Industrial e no comércio de São Manuel.

## Religião
O Cristianismo se faz presente no distrito da seguinte forma:

### Igreja Católica

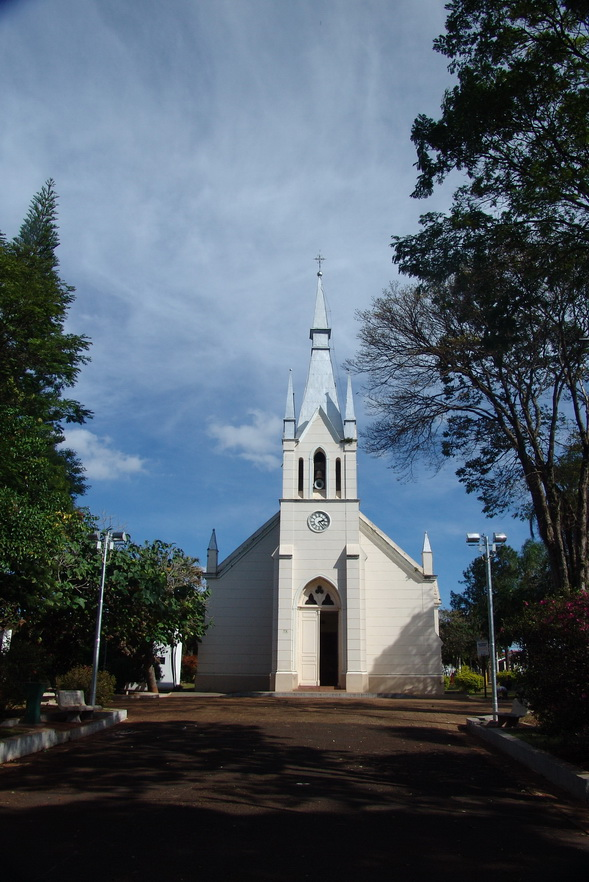
Santuário.

Localiza-se no distrito o Santuário Nossa Senhora Aparecida, que faz parte da Arquidiocese de Botucatu.
O local é conhecido nacionalmente por possuir o segundo Santuário a ser dedicado a Nossa Senhora Aparecida, sendo o principal ponto turístico do distrito. Construído em 1908 e inaugurado em 1911, o templo tem estilo neo-gótico, e foi elevado a categoria de santuário em 15 de agosto de 1913, pelo primeiro bispo de Botucatu, Dom Lúcio Antunes de Souza.  
Todos os anos Aparecida de São Manuel recebe milhares de pessoas, especialmente no dia 15 de agosto, quando se celebra a festa da padroeira do santuário, conhecida como Festa de Aparecida de São Manuel.
A população de Aparecida de São Manuel é composta majoritariamente por católicos, que se encontram organizados na paróquia Santuário Nossa Senhora Aparecida. O templos religiosos são: o Santuário, localizado no centro do distrito, e as capelas Santa Mônica, no Jardim Santa Mônica, Nossa Senhora das Graças, na Vila Ayres, e Santa Cruz, no bairro rural Boa Esperança.
A dupla sertaneja que mais vendeu discos no Brasil - Tonico e Tinoco - fez sua primeira apresentação profissional no distrito de Aparecida de São Manuel. O primeiro show ocorreu nos festejos da padroeira do Santuário em 15 de agosto de 1935, quando milhares de fiéis vindos das mais diversas regiões puderam ouvir a dupla coração do Brasil.

### Igrejas Evangélicas
- Congregação Cristã no Brasil[19].